# Camiac-et-Saint-Denis
Camiac-et-Saint-Denis – miejscowość i gmina we Francji, w regionie Nowa Akwitania, w departamencie Żyronda.
Według danych na rok 1990 gminę zamieszkiwały 232 osoby, a gęstość zaludnienia wynosiła 35 osób/km² (wśród 2290 gmin Akwitanii Camiac-et-Saint-Denis plasuje się na 945. miejscu pod względem liczby ludności, natomiast pod względem powierzchni na miejscu 1308.).